# Анжи (коммуна)
Анжи́ (фр. Engis, валлон. Indji) — коммуна в Валлонии, расположенная в провинции Льеж, округ Юи. Принадлежит французскому языковому сообществу Бельгии. На площади 27,74 км² проживают 5686 человек (плотность населения — 205 чел./км²), из которых 49,14 % — мужчины и 50,86 % — женщины. Средний годовой доход на душу населения в 2003 году составлял 10 498 евро.
Почтовый код: 4480. Телефонный код: 04.
На территории коммуны Анжи в 1829 году в пещерах Шмерлинга был найден первый череп неандертальца Engis 2. Но признан неандертальским он был позднее, после открытия в долине Неандер типового экземпляра неандертальца в 1856 году.